# USS Tucker (DD-374)
USS Tucker (DD-374) là một tàu khu trục lớp Mahan được Hải quân Hoa Kỳ chế tạo vào giữa những năm 1930. Nó là chiếc tàu chiến thứ hai của Hải quân Hoa Kỳ được đặt tên theo Samuel Tucker (1747-1833), một sĩ quan hải quân từng tham gia các cuộc Chiến tranh Cách mạng Hoa Kỳ và Chiến tranh 1812. Tucker đặt căn cứ tại Thái Bình Dương, hoạt động tuần tra và hộ tống trước và trong Chiến tranh Thế giới thứ hai, đã có mặt tại Trân Châu Cảng vào lúc diễn ra cuộc tấn công vào ngày 7 tháng 12 năm 1941, nhưng đã không chịu hư hại hay thương vong, và đã hoạt động trong chiến tranh cho đến khi bị đắm do trúng mìn ngoài khơi Espiritu Santo vào năm 1942.

## Thiết kế và chế tạo
Tucker được đặt lườn vào ngày 15 tháng 8 năm 1934 tại Xưởng hải quân Norfolk ở Portsmouth, Virginia. Nó được hạ thủy vào ngày 26 tháng 2 năm 1936, được đỡ đầu bởi bà Leonard Thorner; và được đưa ra hoạt động vào ngày 23 tháng 7 năm 1936 dưới quyền chỉ huy của Hạm trưởng, Thiếu tá Hải quân George T. Howard.

## Lịch sử hoạt động
Sau khi hoàn tất việc chạy thử máy huấn luyện, gia nhập lực lượng khu trục trực thuộc Hạm đội Chiến trận và đặt căn cứ tại San Diego, California. Trong thành phần Đội khu trục 6, Hải đội Khu trục 3, nó hoạt động cùng Hạm đội Chiến trận dọc theo vùng bờ Tây và tại vùng biển Hawaii. Vào tháng 2 năm 1939, nó tham gia Vấn đề Hạm đội XX, cuộc tập trận quy mô hạm đội tại vùng biển Caribe dưới sự thị sát trực tiếp của Tổng thống Franklin D. Roosevelt bên trên tàu tuần dương hạng nặng USS Houston.
Khi tình hình quốc tế ngày thêm căng thẳng tại Viễn Đông, Tổng thống Roosevelt ra lệnh cho hạm đội ở lại vùng biển Hawaii sau khi kết thúc các cuộc thực tập vào mùa Xuân năm 1940. Vì vậy Tucker đã hoạt động giữa vùng bờ Tây và Hawaii cho đến cuối năm. Vào ngày 14 tháng 2 năm 1941, nó khởi hành từ San Diego để đi đến Trân Châu Cảng, rồi tiếp tục lên đường đi New Zealand, đến Auckland vào ngày 17 tháng 3 để biểu dương lực lượng tại khu vực này. Quay trở về Trân Châu Cảng từ vùng Nam Thái Bình Dương, nó tham gia các cuộc thực hành thường lệ trước khi quay trở về cảng nhà San Diego vào ngày 19 tháng 9. Lên đường sau một chặng nghỉ ngắn, nó đi đến Hawaii trong thành phần Lực lượng Đặc nhiệm 19 để bắt đầu các hoạt động mới tại khu vực quần đảo Hawaii vào tháng 11. Sau một tháng cơ động ngoài khơi, nó quay về Trân Châu Cảng để tiếp liệu và đại tu.
Khi Hải quân Nhật bất ngờ tấn công căn cứ này vào ngày 7 tháng 12 năm 1941, Tucker đang neo đậu tại bến X-8, East Loch cùng một nhóm tàu khu trục bao gồm bên mạn trái gồm USS Selfridge và USS Case, bên mạn phải là USS Reid và USS Conyngham vốn đang cập theo mạn chiếc tàu tiếp liệu khu trục USS Whitney. Xạ thủ W. E. Bowe đã khai hỏa khẩu súng máy ở cấu trúc thượng tầng phía sau của Tucker vào những máy bay tấn công ngay cả trước khi có còi báo động trực chiến, và được tiếp nối chỉ hai phút sau đó bởi các khẩu pháo 5 inch phía đuôi; hai máy bay đối phương đã bị bắn trúng. Trong những ngày tiếp theo, chiếc tàu khu trục tuần tra ngoài khơi Trân Châu Cảng trước khi trải qua năm tháng tiếp theo sau hộ tống các đoàn tàu vận tải đi lại giữa vùng bờ Tây và Hawaii.
Tucker sau đó nhận mệnh lệnh di chuyển đến khu vực Nam Thái Bình Dương. Với sự tăng cường cho các căn cứ của Hoa Kỳ trên các hòn đảo Thái Bình Dương, nó hộ tống cho USS Wright đi đến Tutuila, American Samoa, trong một nỗ lực củng cố căn cứ tiền đồn này. Sau đó nó tiếp tục hộ tống tàu cùng đi đến Suva thuộc quần đảo Fiji, rồi đến Nouméa, New Caledonia. Lên đường đi Australia, nó đi đến Sydney vào ngày 27 tháng 4. Sau khi được tiếp nhiên liệu vào ngày hôm sau, nó viếng thăm Melbourne, Perth và Fremantle trước khi quay trở lại Sydney.
Cùng với Wright, Tucker quay trở lại Suva, đến nơi vào ngày 3 tháng 6 năm 1942, một ngày trước khi trận Midway mở màn. Trong thời gian còn lại của tháng 6 và tuần đầu tiên của tháng 7, nó hoạt động ngoài khơi Suva, rồi thay phiên cho chiếc tàu tuần dương hạng nhẹ USS Boise vào ngày 10 tháng 7 trong nhiệm vụ hộ tống vận tải. Đến ngày 30 tháng 7, nó đi đến Auckland, và vào ngày hôm sau đã lên đường đi quần đảo Fiji.
Tại Suva, Tucker nhận mệnh lệnh hộ tống cho chiếc SS Nira Luckenbach đi Espiritu Santo; và vào ngày 1 tháng 8, hai con tàu khởi hành trên chặng đường phía Bắc đảo Efate và về phía Tây quần đảo Malekula. Chúng băng qua eo biển Bruat và đang trên hành trình để đi vào eo biển Segond trong chặng cuối cùng của chuyến đi đến Espiritu Santo, khi vào lúc 21 giờ 45 phút, Tucker trúng phải một quả mìn, nổ tung và làm hỏng nặng lườn tàu. Nó bị chết đứng và lườn tàu bắt đầu bị gẩy gập. Vụ nổ đã làm thiệt mặng ngay lập tức ba người; Nira Luckenbach nhanh chóng thả xuồng để cứu vớt thủy thủ đoàn khi họ bỏ tàu.

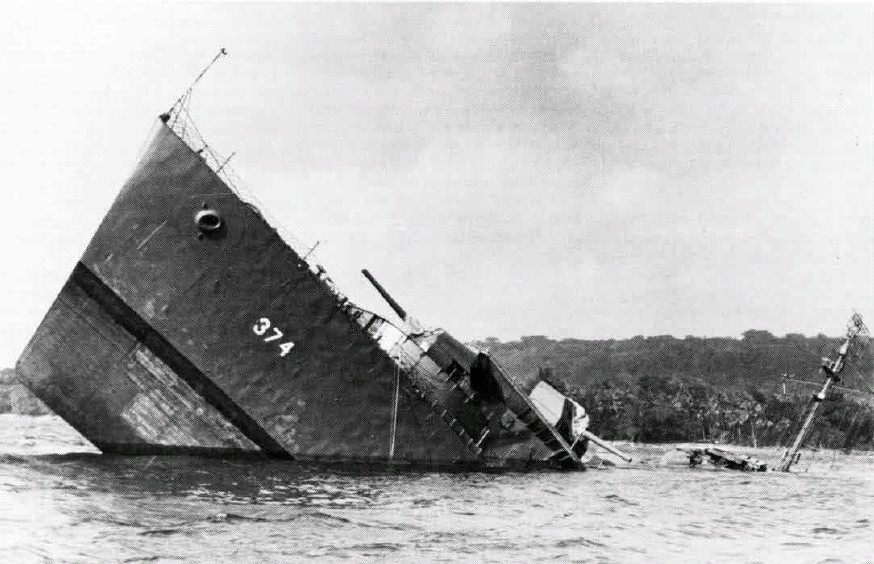
Tucker đắm ở eo biển Bruat, 5 tháng 8 năm 1942.

Đến sáng hôm sau, chiếc tàu kéo YP-346 đi đến hiện trường và tìm cách kéo chiếc tàu khu trục hư hỏng vào vùng nước nông để tiến hành các hoạt động cứu chữa. Chiếc USS Breese cũng có mặt túc trực trong khi YP-346 tìm cách cho mắc cạn Tucker. Tuy nhiên mọi nỗ lực bị thất bại khi chiếc tàu khu trục gảy đôi và chìm ở độ sâu 10 sải (18 m) lúc 04 giờ 45 phút ngày 4 tháng 8 năm 1942
Bãi mìn mà con tàu đi vào đã được lực lượng Hoa Kỳ rải chỉ một ngày trước đó, 2 tháng 8, và sự hiện diện của chúng không được thông báo đến Tucker và Nira Luckenbach. Vì vậy, hạm trưởng và thủy thủ của Tucker không hề có ý niệm về sự nguy hiểm mà họ đi qua. Tổn thất nhân mạng duy nhất của con tàu gồm ba người thiệt mạng trong vụ nổ ban đầu cùng ba người khác được ghi nhận mất tích. Tên của Tucker được cho rút khỏi danh sách Đăng bạ Hải quân vào ngày 2 tháng 12 năm 1944.

## Phần thưởng
Tucker được tặng thưởng một Ngôi sao Chiến trận do thành tích phục vụ trong Chiến tranh Thế giới thứ hai.